# Fritz Keller (Historiker)
Fritz Keller (* 19. Mai 1950 in Wien; † 12. März 2023 ebenda) war ein österreichischer Historiker und Publizist.

## Leben
Mit 15 Jahren trat Fritz Keller, der damals ein Realgymnasium in Wien-Simmering absolvierte, in den Verband Sozialistischer Mittelschüler (VSM) ein. Als Funktionär dieser Organisation und des Österreichischen Schülerzeitungs-Zentrums gehörte er zu den treibenden Kräften der 68er-Bewegung – unter anderem leitete er mit Wilfried Daim und Günther Nenning das österreichische Anti-Bundesheer-Volksbegehren ein.
Als Mitglied des Bundespräsidiums des VSM betrieb er die 1973 tatsächlich durchgeführte Trennung von der SPÖ. Als der von ihm favorisierte Plan scheiterte, in gleicher Weise die Sozialistische Jugend von der Sozialdemokratie abzuspalten, zog er sich von allen tagespolitischen Aktivitäten zurück und begann, die Geschichte der radikalen Linken in Österreich aufzuarbeiten.
Weil seine Eltern ihm ein Studium nicht finanzieren konnten, hatte er seit der Matura einen Brotberuf zunächst im Wohnungsamt und dann als Lebensmittelpolizist im Marktamt der Stadt Wien. In dieser Dienststelle engagierte er sich als oppositioneller Gewerkschafter und vertrat zuletzt den Namenslistenverbund „Konsequente Interessenvertretung“ im Zentralvorstand der Gewerkschaft der Gemeindebediensteten. Den Auftrag zur Aufarbeitung der Geschichte des Marktamtes während des Nationalsozialismus durch die Österreichische Historikerkommission betrachtete er deshalb als Projekt im Sinne des Grundsatzes „Grabe, wo Du stehst“.
Fritz Keller starb am 12. März 2023 in Wien.

## Werk
1971 publizierte er eine Studie über Die Arbeiter und Soldatenräte in Österreich 1918–1923 (Wien 1971, Reprint Wien 1998), die heute noch von Fachhistorikern wegen „bemerkenswerter Qualität“ gepriesen wird, obwohl der Autor „nie als Historiker ausgebildet wurde“.
Wegen seines Beitrages in einem vom Dokumentationsarchiv des österreichischen Widerstandes herausgegebenen Sammelbandes über Rechtsextremismus in Österreich wurde Fritz Keller 1980 vom FPÖ-Anwalt Tassilo Broesigke namens von zehn Klägern aus der rechtsextremen Szene (unter anderem Helmut Golowitsch von der NPD, Anton Bergermayer von der Kameradschaft IV der Waffen-SS, Josef Feldner vom Kärntner Heimatdienst) der „Verleumdung“ beschuldigt. Gleichzeitig wurde das Buch gerichtlich beschlagnahmt. Die Strafverfahren gegen Keller wurden jedoch eingestellt.
Nach dem Zusammenbruch des real existierenden Sozialismus gab Keller drei Bände einer kritischen Werkausgabe von Paul Lafargue heraus. Lafargue (1842–1911) war der Schwiegersohn von Karl Marx; er pries schon 1883 der europäischen Arbeiterbewegung Das Recht auf Faulheit an.
Anlässlich des einhundertjährigen Jubiläums des Bestehens von Public Services International (Gewerkschaftsinternationale der öffentlich Bediensteten) veröffentlichte Keller eine kritische Darstellung dieser Branchen-Internationale.
2010 wurde er als Doktorand von Marcel van der Linden vom Institut für Sozialgeschichte in Amsterdam mit einer Dissertation über „Solidarität der österreichischen Linken mit der algerischen Widerstandsbewegung“ zum Doktor der Philosophie promoviert. Später forschte er zur Geschichte der österreichischen und internationalen Gewerkschaftsbewegung.

## Auszeichnungen
- 1972 Mary und Joseph Buttinger Preis
- 1994 Theodor-Körner-Preis
- 2002 Berufstitel Professor

## Publikationen

### Bücher
- Gegen den Strom – Fraktionskämpfe in der KPÖ – Trotzkisten und andere Gruppen 1919–1945. Europa-Verlag, Wien 1978.
- In den Gulag von Ost und West. Karl Fischer, Arbeiter und Revolutionär. Internationale Sozialistische Publikationen, Frankfurt am Main 1980.
- Wien, Mai 1968 – Eine heiße Viertelstunde. Junius-Verlag, Wien 1983, 1988.
- Ein neuer Frühling? Sozialistische Jugendorganisationen 1945–1965. Europa-Verlag, Wien 1985.
- Paul Lafargue 1842–1911. Verein für Geschichte der Arbeiterbewegung, Wien 1995.
- Das Wiener Marktamt 1938 bis 1945. Oldenbourg, München 2003, ISBN 3-486-56774-8 (Band 12 der Veröffentlichungen der Österreichischen Historikerkommission)
- Internationale der öffentlichen Dienste – Die ersten 100 Jahre. Verein für Geschichte der Arbeiterbewegung, Wien 2007.
- Wien, Mai 1968 – Eine heiße Viertelstunde. Neuauflage mit einem Nachwort von Rolf Schwendter, Mandelbaum-Verlag, Wien 2008.
- Gelebter Internationalismus – Österreichische Linke und der algerische Widerstand (1958–1963). Mit Vorworten von Karl Blecha und Marcel van der Linden. Promedia-Verlag, Wien 2010. (arabische Übersetzung, veröffentlicht im Verlag Dar Khettab, Algier 2014, ISBN 978-9931-429-05-0)
- Die Pölzers. Eine sozialdemokratische Familien-Saga. edition les.arten bei new academic press, Wien 2014, ISBN 978-3-99036-004-0.
- Die Küche im Krieg – Lebensmittelstandards 1933 bis 1945, new academic press, Wien, 2015
- Wir schreiben Geschichte. Die Gewerkschaft der Gemeindebediensteten 1945–2015 – Kunst, Medien, Sport, freie Berufe. Verlag des ÖGB Wien 2015
- Ein Leben am Rande der Wahrscheinlichkeit. Si Mustapha alias Winfried Müller: Vom Wehrmachtsdeserteur zum Helden des algerischen Befreiungskampfes, Mandelbaum 2017.
- mit Sabine Lichtenberger: Die Geschichte der Mitbestimmung in Österreich (Politik und Zeitgeschehen 14: Stand April 2019), Wien 2019.
- Wir sind ausgemachte Schurken, alle: Traue keinem von uns, Wien 2021, ISBN 978-3-200-07053-0.

### (Mit-)Herausgeberschaften
- Lobau – Die Nackerten von Wien. Junius-Verlag, Wien 1985.
- Paul Lafargue: Die Religion des Kapitals.  Monte Verita Verlag, Wien 1992.
- Paul Lafargue: Geschlechterverhältnisse. Argument-Verlag, Hamburg 1995, Mit einem Vorwort von Frigga Haug.
- mit Bärbel Danneberg, Aly Machalicky: Die '68er. Eine Generation und ihr Erbe. Döcker-Verlag, Wien 1998.
- Paul Lafargue: Essays zur Geschichte, Kultur und Politik. Dietz-Verlag, Berlin 2002. Mit einem Vorwort von Iring Fetscher.
- Rosa Luxemburg – Denken und Leben einer internationalen Revolutionärin.  Promedia-Verlag, Wien 2005, ISBN 3-85371-232-0.

### Beiträge in Anthologien (Auswahl)
- Rechtsextremismus in der 1. Republik – Heimwehr, Nationalsozialismus, Ständestaat. In: DÖW (Hrsg.): Rechtsextremismus in Österreich nach 1945. Österreichischer Bundesverlag, Wien 1979
- Die Spaltung der KPÖ 1969–1970. In: Jürgen Baumgarten (Hrsg.): Linkssozialisten in Europa – Alternativen zu Sozialdemokratie und Kommunismus. Junius-Verlag, Hamburg 1982
- Die Neue Linke in Wien. In: Fantasie, Macht und Packeis – Jugendbewegungen seit 1968 in Österreich. Kulturverband Favoriten, Wien 1982
- Die Wigwams der Lobau-Indianer. In: Ali Gronner/Elisabeth Hirt (Hrsg.): Dieses Wien. Junius-Verlag, Wien 1986
- Stalinistischer Populismus – die Nationale Liga. In: Anton Pelinka (Hrsg.): Populismus in Österreich. Junius-Verlag, Wien 1987
- Doch die Hundeblume blüht selbst in der Regenpfütze – Politik und Kultur anno 1968. In Uwe Hirschfeld (Hrsg.): Gramsci Perspektiven. Argument-Sonderband Neue Folge 256, Hamburg 1998
- Stichwort: Hedonismus. In: Historisch-kritisches Wörterbuch des Marxismus – Band 5, hrsg. Von Wolfgang Fritz Haug, Hamburg 2001
- 10 Gründe für den Generalstreik. In: Michael Rosecker / Bernhard Müller (Hrsg.): Solidarität – Gesellschaft, Gemeinschaft und Individuum in Vergangenheit, Gegenwart und Zukunft. Alltags-Verlag, Wiener Neustadt 2004
- Das Wiener Marktamt im Dienste der Kriegswirtschaft. In: Studien zur Wiener Geschichte – Jahrbuch des Vereins für Geschichte der Stadt Wien. Band 59 (2003)
- Das Wiener Marktamt 1938–1945. In: Fritz Mayrhofer / Ferdinand Opll (Hrsg.): Stadt und Nationalsozialismus, Beiträge zur Geschichte der Städte Mitteleuropas, Band 21 (Linz 2008)
- Mai 1968 oder Blasmusikrummel. In: Wolfgang Maderthaner / Michaela Maier (Hrsg.): Acht Stunden aber wollen wir Mensch sein – Der 1. Mai. Geschichte und Geschichten. edition rot, Wien 2010

### Beiträge in wissenschaftlichen Zeitschriften (Auswahl)
- Die nationale Frage. In: Österreichische Zeitschrift für Politikwissenschaft. Nr. 2/1977
- Die europäische Arbeiterbewegung und der Zweite Weltkrieg. In: Internationale Tagung der Historiker der Arbeiterbewegung – Tagungsberichte. Band 20/1985
- Kontinuität und Bruch in der russischen Deutschlandpolitik. In: Archiv für die Geschichte des Widerstandes und der Arbeit. No 12/1992
- Die KPÖ 1945–1955. In: Jahrbuch für historische Kommunismusforschung. 1993
- Walter Rafelsberger. In: Wiener Geschichtsblätter, Heft 1/2003
- Behördliche Einschränkungen des Hausierhandels von 1848 bis zum „Wirtschaftswunder“. In: Wiener Geschichtsblätter, Heft 1/2003
- Gegen Hunger und Schleich – Das Wiener Marktamt 1945–1947. In: Wiener Geschichtsblätter. Heft 1/2005
- Hallo Dienstmann! Eine sozialhistorische Skizze. In: Wiener Geschichtsblätter. Heft 4/2007
- Wie die „ostmärkischen Schleckermäulchen“ den Eintopf lieben lernten. In: Zeitgeschichte. Heft 5/September–Oktober 2007
- Das Recht auf Faulheit – Zensiert? In: Archiv für die Geschichte des Widerstandes und der Arbeit. Nr. 18, Bochum 2008

### Nicht-deutschsprachige Publikationen (Auswahl)
- Le Trotskysme en Autriche de 1934 a 1945. In: Cahier Leon Trotsky Nr. 5, Paris Janivier-Mars 1980
- Dr. Heinrich Schüller (1901–1962) – From resistance struggle to the war of liberation. In: Revolutionary History. Volume 8, no 1, London 2000
- Paul Lafargue and the flowering of French Socialism. In: Internationale Revue of Social History. volume 45, part 2, Amsterdam August 2000
- Fighting for Public Services. Public Services International, Ferney 2007
- Lutter pour les services publics. L’Internationale des Services Publics, Ferney 2007
- La lucha por los servicios públicos, Internacional de Servicios Publicos, Ferney 2007
- Eintopf for the Austrian Gourmet: How even the Spoiled Austrians Learned to love German Hotchpotch; in: Contemporary Austrian Studies, vol. 17, New Orleans 2009
- Kommunistische Partei Österreichs (KPÖ): http://www.leksikon.org/art.php?n=4978 (dänisch), Okt. 2009
- Solidarity action in Austria; in: European Revolutionaries and Algerian Independence 1954–1962 – Revolutionary History Volume 10, Number 4 / London 2012
- Solidarité en Action – Soutien européen à la résitance algérienne 1954–1963, Algier 2013 (zusammen mit Kader Benamara)
- Friedrich Engels: Briefwechsel Oktober 1889 bis November 1890. Vol. 30 of Karl Marx/Friedrich Engels: Gesamtausgabe (Review); in: Socialism and Democracy Volume 29, Number 1 / New York 2015
- Otto Rudolf Schatz: Un peintre viennois et la cause algérienne. In: L'ivr EscQ. No 45, März–April 2016, Algerien 2016 (zusammen mit Kader Benamara)

### CD-ROM
- Rot. Die österreichische Sozialdemokratie – Politik-Geschichte, Kultur. Renner-Institut, Wien 1994 (Mitarbeit)

## Ausstellungen
- Die Kälte des Februars. Stadtbahn-Remise Wien-Meidling 12. Februar – 1. Mai 1984 (Betreuung als wissenschaftlicher Sekretär)
- Fantasie, Macht und Packeis – Jugendbewegung seit 1968 in Österreich. Kulturverband Wien-Favoriten Mai 1982 (Kustos)
- Der 1. Mai – Demonstration, Tradition, Repräsentation. Österreichisches Museum für Volkskunde (Wien) 1. Mai bis 12. September 2012 (Kustos)